# Shawn Fonteno
Shawn Darnell Fonteno (Los Angeles, 8 aprile 1968) è un rapper, attore e doppiatore statunitense.

## Biografia
Conosciuto anche con il nome Solo, è nato e cresciuto nel quartiere Watts a sud di Los Angeles. È diventato noto al pubblico per aver interpretato il ruolo di Franklin Clinton in Grand Theft Auto V, oltre ad aver doppiato anche personaggi secondari in Grand Theft Auto: San Andreas. Ha recitato come attore nel film The Wash.
È cugino del rapper americano Young Maylay, che ha doppiato il personaggio di Carl Johnson in Grand Theft Auto: San Andreas.

## Filmografia
- 3 Strikes, regia di DJ Pooh (2000)
- The Wash, regia di DJ Pooh (2001)

## Videogiochi
- Grand Theft Auto: San Andreas (2004)
- Grand Theft Auto V (2013)
- Watch Dogs (2014)